# Hogna teteana
Hogna teteana là một loài nhện trong họ Lycosidae.
Loài này thuộc chi Hogna. Hogna teteana được Carl Friedrich Roewer miêu tả năm 1959.